# Java Runtime Environment
Java Runtime Environment är ett programpaket från Sun Microsystems som används för att köra program skrivna i Java.
Programpaketet består av Java Virtual Machine (JVM) och programmeringsgränssnittet (API).